# 충청지방우정청
충청지방우정청(忠淸地方郵政廳, 영어: Chungcheong Regional Communications Office)은 우정사업본부의 소속기관이다. 대전광역시 서구 둔산로 111(둔산동)에 위치한다. 청장은 고위공무원단 나등급에 속하는 일반직공무원으로 보한다. 대전둔산우체국과 청사를 공유한다.

## 직무
- 우편물의 접수·운송 및 배달
- 우체국예금·우체국보험 등 우체국금융사업

## 연혁
- 1949년 11월 22일: 체신부 소속으로 대전지방체신청 설치.[2]
- 1979년 9월 7일: 충청지방체신청으로 개편.[3]
- 1992년 12월 1일: 봉명동으로 청사 이전.
- 1994년 12월 23일: 정보통신부 소속으로 변경.[4]
- 2000년 7월 1일: 우정사업본부 소속으로 변경.[5]
- 2002년 6월 17일: 둔산동으로 청사 이전.
- 2011년 5월 30일: 충청지방우정청으로 개편.[6]
- 2013년 10월 22일: 직제개편(2국 1관 7과 2팀)
- 2015년 5월 8일: 직제개편(2국 1실 8과)

## 조직

### 청장
| - 감사관 우정사업국 - 우정계획과 - 우편영업과 - 우편물류과 - 예금영업과 - 보험영업과 사업지원국 - 운영지원과 - 인력계획과 - 회계정보과 | - 우체국 - 대전우체국 - 서대전우체국 - 대전유성우체국 - 대전대덕우체국 - 대전둔산우체국 - 천안우체국 - 공주우체국 - 청주우체국 - 서청주우체국 - 충주우체국 - 제천우체국 - 아산우체국 - 동천안우체국 - 세종우체국 - 서산우체국 - 논산우체국 - 금산우체국 - 홍성우체국 - 예산우체국 - 서천우체국 - 당진우체국 - 청양우체국 - 부여우체국 - 보령우체국 - 태안우체국 - 단양우체국 - 괴산우체국 - 진천우체국 - 옥천우체국 - 음성우체국 - 영동우체국 - 보은우체국 - 우편집중국 - 대전우편집중국 - 청주우편집중국 - 천안우편집중국 |